# Brekinska
Brekinska je naselje u Republici Hrvatskoj u Požeško-slavonskoj županiji, u sastavu grada Lipika.

## Zemljopis
Brekinska se nalaze zapadno od Lipika, susjedna naselja su Goveđe Polje na sjeveru,  Gaj na jugu, Strižičevac na istoku.

## Stanovništvo
Prema popisu stanovništva iz 2011. godine Brekinska je imala 126 stanovnika.
| broj stanovnika | 295   | 424   | 465   | 525   | 541   | 561   | 562   | 537   | 528   | 536   | 480   | 308   | 244   | 199   | 156   | 126   | 107   |
|                 | 1857. | 1869. | 1880. | 1890. | 1900. | 1910. | 1921. | 1931. | 1948. | 1953. | 1961. | 1971. | 1981. | 1991. | 2001. | 2011. | 2021. |